# 东濠涌

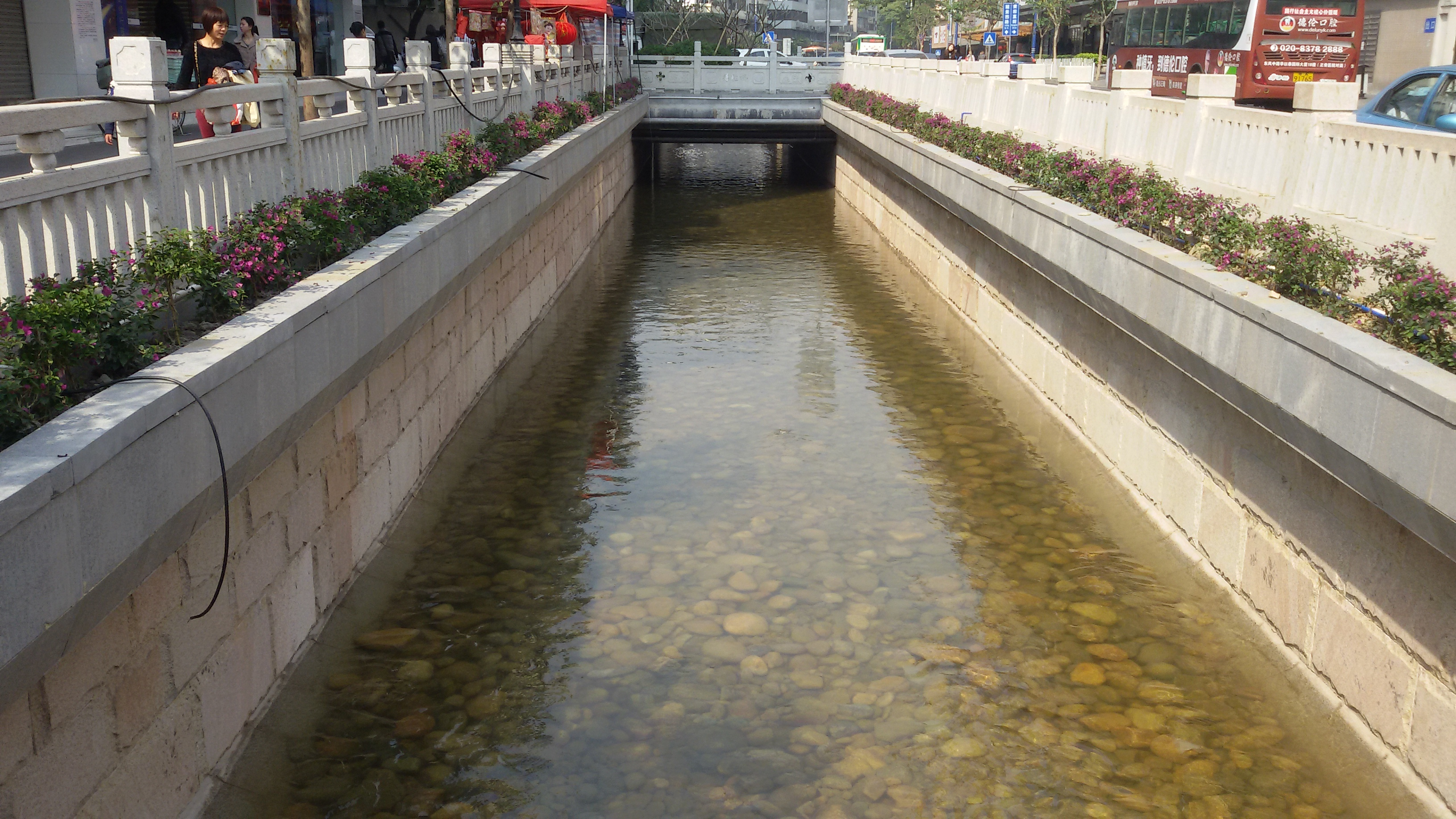
东濠涌揭盖复涌二期工程的一处（麓景路）

东濠涌是珠江广州段的主要河涌之一。其发源于白云山下的麓湖，在麓景路入地下暗河，经下塘西路至小北路，在北较场路附近转为明渠，沿越秀路一直南下，在江湾大酒店旁注入珠江，全长4.51公里，流域面积11.1平方公里。现时，东濠涌上面建有东濠涌高架路，以疏导广州市中心的南北交通压力。

## 历史
历史上的东濠涌是珠江的一条天然支流，它发源自白云山的甘溪、文溪，止于今天的法政路附近。涌宽水深，可以通舟船，明朝时仍然是广州城东的交通要道；其水质良好，是当时广州居民的主要供水渠之一。近代，由于白云山森林破坏，致使甘溪、文溪水源逐渐干枯。特别是近年东濠涌流域的城市化发展，工业和生活污水大量流入，使其水质污染。河涌淤积，污染加剧，鱼虾绝迹，成了藏污纳垢的臭水沟。河涌两岸居民苦不堪言，不少家庭常年都不敢打开窗户。
2010年6月，东濠涌1.89公里明涌段的综合整治完毕，工程的包干费为10.38亿元，拆迁费用占大部分。2011年9月至2012年12月再实施雨污分流一期工程，包括东濠涌主涌流域及孖鱼岗涌环市路以南片区；2011年下半年至2012年春节前，实施东濠涌中北段征地拆迁工作；2012年3月至2012年12月，实施中北段两侧截污、揭盖复涌、调水补水、景观绿化、道路交通改造；2012年9月至2013年6月，实施雨污分流二期工程。經整治後的东濠涌環境大為改善，岸邊也建有東濠涌博物館，是由涌边上两座民国建筑改建而成，用以展示政府的治水成果。

## 地理

### 原河線與會水[1]
- 上游：由三處水坑匯流，各有三百米左右。其中北接百步梯流水，東接長腰嶺、百足崗、大窩山流水，西接馬鞍嶺、銀魚崗、唐帽崗流水，南接屐釘嶺、鵝髻嶺、圓砲台。到越秀山東部，與金釵嶺、七星嶺、葵蓬崗流水交匯，經小北門而到潼關，接內城六脈渠。此段全長大概4.5公里，流速是22.65立方米/秒。
- 淘金坑段：其於錢路頭造幣廠南，交匯東濠主流。此段水源自北郊幾十個山坑流水，至馬鞍崗北集匯而成。其北接坡狗窿、子龍山、崩崗、黃家山、金釵嶺流水，東接黃花崗、羅（？）崗、上下墳頭崗、烏龍崗、青菜崗、和尚崗流水，西接番鬼山、下塘崗、北校場、巴山流水。此段水流速是9.23立方米/秒。
- 法政路脈渠與玉帶濠：以左第二脈正渠為主，會三路脈渠，一個是小北十八洞流水，一個是經飛來廟、雙槐洞、九如坊、法政路的濠涌，加上德宣東路、天官里的一路，會於潼關入東濠。而玉帶濠的東流線，經東水關橋進入東濠。最後經萬福路，接竺橫沙涌的流水，進入珠江。此段全長大概2.5公里。

## 沿岸文物

### 整理东濠下游碑记

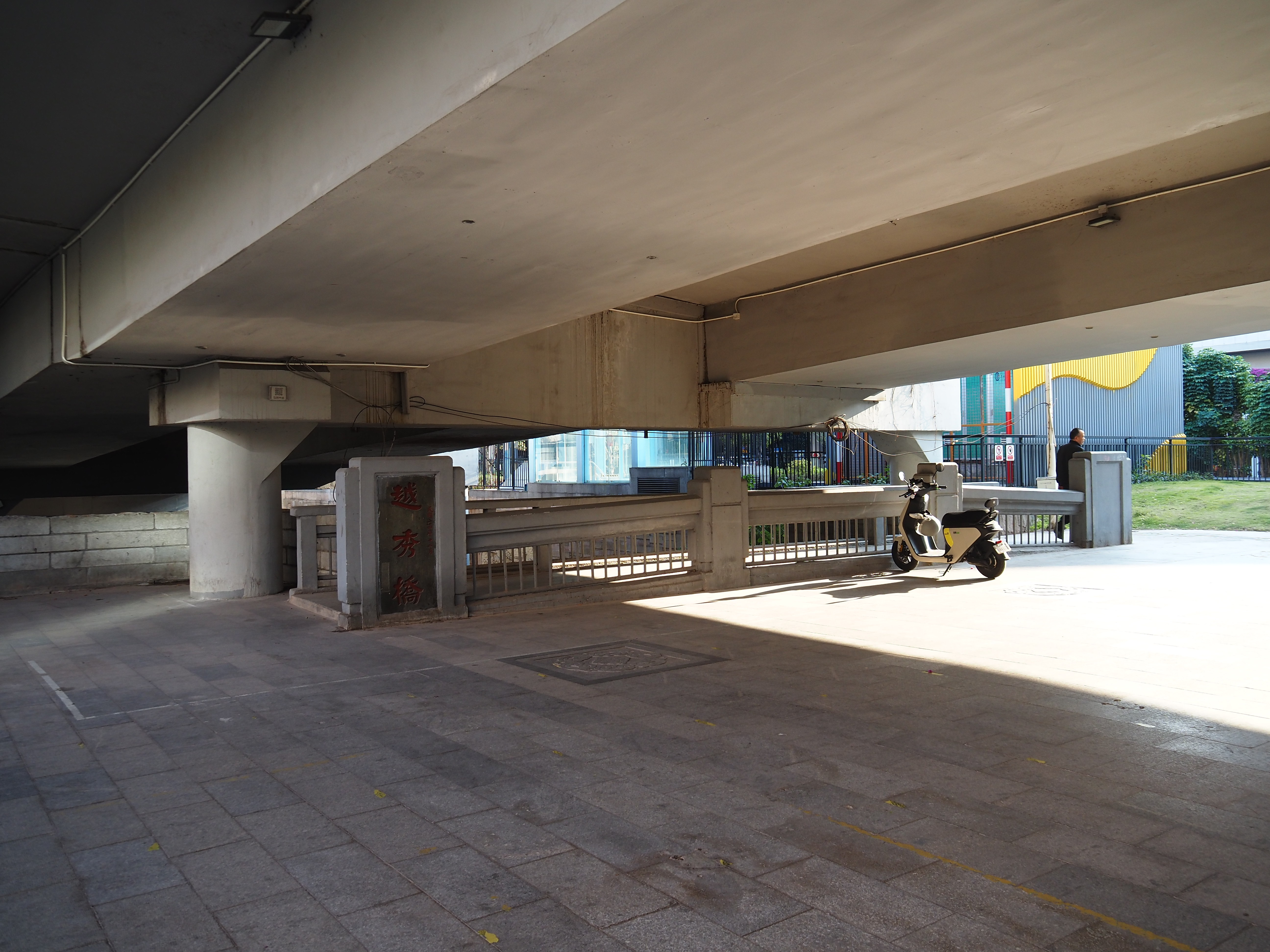
越秀桥

整理东濠下游碑记为广州市的一个市、县级文物保护单位，类型为石窟寺及石刻，公布时间为2002年7月，历史年代为民国。今日文氏石碑仍在越秀桥西侧，惟碑文中“市长刘公纪文”、“工务局局长文树声”在文革时被人凿去。
整理东濠下游碑记碑文全文如下：
粤城设置肇始于周赧王，时越人公师隅所筑之南武城，历时二千余载，濠渠淤塞事所常有，虽历代有所浚，第多因陋就简，只顾目前，无一劳永逸之策，以故水患叠见，而东濠则尤甚焉，民国二十有一年七月二十九日广州市大雨竟夕，东濠上游山洪暴发，小北区域首当其冲，塌宇伤人遽罹浩劫，百年以来未尝有也，翌岁秋，复遭巨浸，为患无已，补牢之举，自不容缓，兴利除弊，责在有司。二十有二年冬，树声忝长工务，谋为市民安居弭患，即致力修治渠务，乃秉承▇▇▇▇▇▇（市长刘公纪文）意旨筹集款项，缮治图则，几十余月始克竣事。爰于二十有四年秋，举工事自筑横沙以迄双眼桥，濠长凡万尺，阻者宽之，淤者浚之，分级跌流，以杀激湍，并於濠旁拓筑行路以示濠界，而利往来，复於潼关筑口，建置活闸以压倒流。濠有桥凡五，曰竺横沙桥、曰小东门桥、曰东华路桥、曰大东门桥、曰越秀桥，而桥孔皆隘，宣泄维艰，故皆夷而新之，斯桥其一矣，此皆下游之工事也。至若扩而充之，凿沟以泄河源，筑坝而成涵湖，利用山洪，以资灌溉，斯则上游工事之设施更为完美然，亦未可视为缓图也。兹因桥成，爰纪其要，以勒贞珉。　　
                     中华民国二十四年十一月　▇▇▇▇▇▇▇ （工务局局长文树声）撰并书

### 小东门桥
小东门桥位于越秀区越秀南路三角市，横跨东濠涌。始建于宋代，最早由巨石搭建，时称东高桥，明代改称永安桥。民国25年（1936），改由钢筋混凝土结构梁式桥，更名为小东门桥。阴刻“小东门桥”字为文树生题。为广州市的一个市、县级文物保护单位，类型为其他，公布时间为2008年12月。